# Monako na zawsze
Monako na zawsze (ang. Monaco Forever) – amerykański niezależny film komediowy z 1984 roku w reżyserii Williama A. Levey'ego.
Film, trwający czterdzieści osiem minut, jest znany jako zaledwie drugi projekt z udziałem Jean-Claude’a Van Dammego. Występ przyszłego gwiazdora trwa w tym filmie dwie minuty i trzynaście sekund. Aktor odgrywa w nim swoje pierwsze w filmowej karierze kopnięcie.

## Fabuła
Michael jest znanym złodziejem klejnotów, obecnie przebywającym w Monako. Próbuje on zorganizować wielki skok na sklep jubilerski. Na swojej drodze napotyka bardzo wiele ciekawych osobistości, m.in. ekscentrycznych przedstawicieli środowiska LGBT.

## Obsada
- Charles Pitt jako Michael
- Nancy Brock jako ulicznica 1
- Danielle Rome jako ulicznica 2
- Jean-Claude Van Damme jako karateka-gej
- Bill White jako Hobo
- Nancy Zinzell jako Hedi
- Martha Ferris jako Linda
- Joey D. Vieira jako narrator
- Michelle Bauer jako nazistka